# Tipulogaster lancea
Tipulogaster lancea là một loài ruồi trong họ Asilidae. Tipulogaster lancea được Tomasovic miêu tả năm 2002. Loài này phân bố ở vùng Tân nhiệt đới.